# Caso Verdade
Caso Verdade foi um programa de televisão brasileiro do tipo teledramaturgia não seriada exibida pela TV Globo às 17:30, sendo exibida de 26 de abril de 1982 a 18 de abril de 1986, com 152 episódios. A cada semana havia uma história diferente. Essas histórias eram baseadas em fatos descritos em cartas enviadas pelo público e selecionados por Walther Negrão e Eloy Santos para se tornarem narrativas contadas pelo programa.

## Formato
Normalmente, os episódios eram divididos em cinco capítulos de 25 minutos que iam ao ar de segunda a sexta-feira, às 17h30. O desfecho da história era dado no quarto capítulo, com o quinto e último capítulo reservado ao encontro dos personagens reais e dos da ficção, com um desfecho jornalístico sendo dado ao caso. A dramatização das histórias enviadas pelo público era intercalada com entrevistas com especialistas, não havendo elenco fixo.

## Lista de Episódios[5]
| Ano     | Episódio                                    | Início          | Término         | Apresentação             |
| ------- | ------------------------------------------- | --------------- | --------------- | ------------------------ |
| 1982    | O menino do olho azul                       | 26 de abril     | 30 de abril     | Tony Ramos               |
| 1982    | Caso Cândida                                | 3 de maio       | 7 de maio       | Débora Duarte            |
| 1982    | Borboleta na cabeça                         | 10 de maio      | 14 de maio      | Joana Fomm               |
| 1982    | Portas fechadas                             | 17 de maio      | 21 de maio      | José Lewgoy              |
| 1982    | A última gota                               | 24 de maio      | 28 de maio      | Elaine Cristina          |
| 1982    | Márcia                                      | 31 de maio      | 4 de junho      | Nuno Leal Maia           |
| 1982    | Disque CVV para viver                       | 7 de junho      | 11 de junho     | Armando Bogus            |
| 1982    | Espírito selvagem                           | 14 de junho     | 18 de junho     | Ney Sant'Anna            |
| 1982    | Por uma fresta de sol                       | 21 de junho     | 25 de junho     | Nestor de Montemar       |
| 1982    | Gerônimo                                    | 28 de junho     | 2 de julho      | Egon Júnior              |
| 1982    | Filhos da esperança                         | 5 de julho      | 9 de julho      | Flávio Galvão            |
| 1982    | A vovó no trapézio voador                   | 12 de julho     | 16 de julho     | Ângela Vieira            |
| 1982    | Casa, comida e carinho                      | 26 de julho     | 30 de julho     | Carlos Alberto Riccelli  |
| 1982    | Gorda sim, porque não?                      | 2 de agosto     | 6 de agosto     | Miguel Falabella         |
| 1982    | Amor em preto e branco                      | 9 de agosto     | 13 de agosto    | Lima Duarte              |
| 1982    | Mocinhos e bandidos                         | 16 de agosto    | 20 de agosto    | Roberto Bomfim           |
| 1982    | Jornada de amor                             | 23 de agosto    | 27 de agosto    | Francisco Cuoco          |
| 1982    | Um engano mortal                            | 30 de agosto    | 3 de setembro   | Deborah Evelyn           |
| 1982    | Jan e Jim                                   | 6 de setembro   | 10 de setembro  | Isabel Ribeiro           |
| 1982    | Simone, amor sem limites                    | 13 de setembro  | 17 de setembro  | Cláudia Raia             |
| 1982    | A hora e a vez de Germano da Hora           | 20 de setembro  | 24 de setembro  | Inês Galvão              |
| 1982    | Um peixe fora d'água                        | 27 de setembro  | 1 de outubro    | Osmar Prado              |
| 1982    | Um sonho olímpico                           | 4 de outubro    | 8 de outubro    | Raul Cortez              |
| 1982    | O menino dos milagres                       | 11 de outubro   | 15 de outubro   | Bruna Lombardi           |
| 1982    | A grande promessa                           | 18 de outubro   | 22 de outubro   | Natália do Valle         |
| 1982    | Um velho chamado Inácio                     | 25 de outubro   | 29 de outubro   | Nelson Xavier            |
| 1982    | Cabeça branca                               | 1 de novembro   | 5 de novembro   | Antônio Fagundes         |
| 1982    | O bravo soldado bombeiro                    | 8 de novembro   | 12 de novembro  | Isabela Garcia           |
| 1982    | O homem do disco voador                     | 15 de novembro  | 19 de novembro  | José Wilker              |
| 1982    | A volta por cima                            | 22 de novembro  | 26 de novembro  | Dina Sfat                |
| 1982    | A caçadora de vampiros                      | 29 de novembro  | 3 de dezembro   | Glória Pires             |
| 1982    | Devolvam meu filho                          | 6 de dezembro   | 10 de dezembro  | José de Abreu            |
| 1982    | Volta ao lar                                | 13 de dezembro  | 17 de dezembro  | Jonas Bloch              |
| 1982    | Irmã Dulce                                  | 20 de dezembro  | 31 de dezembro  | Yoná Magalhães           |
| 1983    | A padroeira                                 | 3 de janeiro    | 7 de janeiro    | Júlia Lemmertz           |
| 1983    | O encontro de tia Policarpa com seu destino | 10 de janeiro   | 14 de janeiro   | Chico Anysio             |
| 1983    | Um golpe errado                             | 17 de janeiro   | 21 de janeiro   | Marco Nanini             |
| 1983    | O ilusionista                               | 24 de janeiro   | 28 de janeiro   | Brandão Filho            |
| 1983    | V de vingança                               | 31 de janeiro   | 4 de fevereiro  | Paulo Betti              |
| 1983    | Desejo e reparação                          | 7 de fevereiro  | 11 de fevereiro | Myrian Muniz             |
| 1983    | Fernando da Gata                            | 14 de fevereiro | 15 de fevereiro | [ 6 ]                    |
| 1983    | 12 rounds                                   | 14 de fevereiro | 18 de fevereiro | Cahuê Filho              |
| 1983    | A última cartada                            | 21 de fevereiro | 25 de fevereiro | Guilherme Karan          |
| 1983    | O fantasma da ópera                         | 28 de fevereiro | 4 de março      | Flávio Migliaccio        |
| 1983    | Quarto de despejo                           | 7 de março      | 11 de março     | Zé Capeta                |
| 1983    | Os filhos de Maria                          | 14 de março     | 18 de março     | Renata Sorrah            |
| 1983    | O homem sem rosto                           | 21 de março     | 25 de março     | Cláudio Corrêa e Castro  |
| 1983    | As mãos que tocaram em Deus                 | 28 de março     | 1 de abril      | Élida L'Astorina         |
| 1983    | O fabuloso Silk                             | 4 de abril      | 8 de abril      | Tonico Pereira           |
| 1983    | Os meninos do Recife                        | 11 de abril     | 15 de abril     |                          |
| 1983    | Feliz coincidência                          | 18 de abril     | 22 de abril     | Carlos Zara              |
| 1983    | Barreira do silêncio                        | 25 de abril     | 29 de abril     |                          |
| 1983    | Adílio, o craque da esperança               | 2 de maio       | 6 de maio       | Nathália Timberg         |
| 1983    | Operação dengoso                            | 9 de maio       | 13 de maio      | Riva Nimitz              |
| 1983    | Vencer a vida                               | 16 de maio      | 20 de maio      | Carlos Vereza            |
| 1983    | Olinda vem cantar                           | 23 de maio      | 27 de maio      | Cláudio Cavalcanti       |
| 1983    | A noite dos insensatos                      | 30 de maio      | 3 de junho      | Leonardo Villar          |
| 1983    | A vereadora                                 | 6 de junho      | 10 de junho     | Bia Seidl                |
| 1983    | Os milhões da Loteca                        | 13 de junho     | 17 de junho     | Hugo Carvana             |
| 1983    | Calúnia                                     | 20 de junho     | 24 de junho     | Regina Duarte            |
| 1983    | História de pescador                        | 27 de junho     | 1 de julho      | Lauro Corona             |
| 1983    | Memórias de um menino de negócios           | 4 de julho      | 8 de julho      | Milton Gonçalves         |
| 1983    | Viúvo solitário                             | 11 de julho     | 15 de julho     | John Herbert             |
| 1983    | Joãozinho Trinta e o mutirão da alegria     | 18 de julho     | 22 de julho     | Alexandre Frota          |
| 1983    | Vida nova                                   | 25 de julho     | 29 de julho     | Via Negromonte           |
| 1983    | Uda-57, uma viagem terrível                 | 1 de agosto     | 5 de agosto     | Ísis de Oliveira         |
| 1983    | Cinco dias fora da rotina                   | 8 de agosto     | 12 de agosto    | Eva Wilma                |
| 1983    | Amor pingente                               | 15 de agosto    | 19 de agosto    | Ewerton de Castro        |
| 1983    | Quero meu filho                             | 22 de agosto    | 26 de agosto    | José Dumont              |
| 1983    | O pai que era mãe                           | 29 de agosto    | 2 de setembro   | Darlene Glória           |
| 1983    | O bloco do boicote está na rua              | 5 de setembro   | 9 de setembro   | Lauro Góes               |
| 1983    | SOS Araxá - avião em voo cego               | 12 de setembro  | 16 de setembro  | Gilberto Martinho        |
| 1983    | Chico Xavier, o infinito amor               | 19 de setembro  | 23 de setembro  | Malu Mader               |
| 1983    | Uma história de amor                        | 26 de setembro  | 30 de setembro  | Paulo Gracindo           |
| 1983    | Um projeto de vida                          | 3 de outubro    | 7 de outubro    | Sebastião Vasconcellos   |
| 1983    | O melhor amigo                              | 10 de outubro   | 14 de outubro   | Chico Diaz               |
| 1983    | Mãe Dalva                                   | 17 de outubro   | 21 de outubro   | Estelita Bell            |
| 1983    | A grande ambição de Elisa                   | 24 de outubro   | 28 de outubro   | Rubens de Falco          |
| 1983    | Amar a vida                                 | 31 de outubro   | 4 de novembro   | Elizabeth Savalla        |
| 1983    | Choque de gerações                          | 7 de novembro   | 11 de novembro  | Sandra Barsotti          |
| 1983    | De pernas pro ar                            | 14 de novembro  | 18 de novembro  | Jonas Mello              |
| 1983    | A atriz acidentada                          | 21 de novembro  | 25 de novembro  | Arlete Salles            |
| 1983    | Erro médico                                 | 28 de novembro  | 2 de dezembro   | Luthero Luiz             |
| 1983    | Procura-se amor                             | 5 de novembro   | 9 de dezembro   | Bete Mendes              |
| 1983    | Ninguém está sozinho                        | 12 de dezembro  | 16 de dezembro  | Ruy Rezende              |
| 1983    | Feliz Natal, Papai Noel!                    | 19 de dezembro  | 23 de dezembro  | Francisco Carvalho       |
| 1983    | 62 horas                                    | 26 de dezembro  | 30 de dezembro  | Oberdan Júnior           |
| 1984    | Reclaim your brain                          | 2 de janeiro    | 6 de janeiro    | Dênis Derkian            |
| 1984    | Um homem muito especial                     | 9 de janeiro    | 13 de janeiro   | Renata Fronzi            |
| 1984    | Laura                                       | 16 de janeiro   | 20 de janeiro   | Marcelo José             |
| 1984    | Quero um lugar nesse mundo                  | 23 de janeiro   | 27 de janeiro   | Tássia Camargo           |
| 1984    | Guerra ao terror                            | 30 de janeiro   | 3 de fevereiro  | César Filho              |
| 1984    | A vida e a vida de Tetê                     | 6 de fevereiro  | 10 de fevereiro | Suely Franco             |
| 1984    | O sol para Leonardo                         | 13 de fevereiro | 17 de fevereiro | Luiz Armando Queiroz     |
| 1984    | Criança, não!                               | 20 de fevereiro | 24 de fevereiro | Felipe Carone            |
| 1984    | Clementina                                  | 27 de fevereiro | 2 de março      | Paulo Gorgulho           |
| 1984    | Coração                                     | 5 de março      | 9 de março      | Heloísa Helena           |
| 1984    | Solidariedade                               | 12 de março     | 16 de março     | Marcos Frota             |
| 1984    | Para sempre                                 | 19 de março     | 23 de março     | Emiliano Queiroz         |
| 1984    | Nunca deixe de sonhar                       | 26 de março     | 30 de março     | Rosi Campos              |
| 1984    | Ao papai, com amor                          | 2 de abril      | 6 de abril      | Gracindo Júnior          |
| 1984    | A vida não pode parar                       | 9 de abril      | 13 de abril     | Othon Bastos             |
| 1984    | Luz do mundo                                | 16 de abril     | 20 de abril     | Reginaldo Faria          |
| 1984    | Meu caso                                    | 23 de abril     | 27 de abril     | Elizabeth Savalla        |
| 1984    | O dia dele                                  | 30 de abril     | 4 de maio       | Cássia Kiss              |
| 1984    | O voo do colibri                            | 7 de maio       | 11 de maio      | Felipe Carone            |
| 1984    | Júlia                                       | 14 de maio      | 18 de maio      | Lucinha Lins             |
| 1984    | Irmã Zoé                                    | 21 de junho     | 25 de maio      | Francisco di Franco      |
| 1984    | A terceira idade                            | 28 de maio      | 1 de junho      | Jorge Botelho            |
| 1984    | É hoje                                      | 4 de junho      | 8 de junho      | Neusa Borges             |
| 1984    | O sonho de Tom                              | 11 de junho     | 15 de junho     | Maurício do Valle        |
| 1984    | Renúncia                                    | 18 de junho     | 22 de junho     | Sérgio Viotti            |
| 1984    | Baiana de nascimento, parteira de profissão | 25 de junho     | 29 de junho     | Buza Ferraz              |
| 1984    | Um grande amor                              | 2 de julho      | 6 de julho      | Betty Faria              |
| 1984    | Esperança                                   | 9 de julho      | 13 de julho     | Cláudia Ohana            |
| 1984    | A palavra de Maria                          | 16 de julho     | 20 de julho     | Sérgio Britto            |
| 1984    | Sonho meu                                   | 23 de julho     | 27 de julho     | Gérson de Abreu          |
| 1984    | Shakespeare apaixonado                      | 30 de julho     | 3 de agosto     | Ernesto Piccolo          |
| 1984    | Marcas da violência                         | 6 de agosto     | 10 de agosto    | Elba Ramalho             |
| 1984    | Separação litigiosa                         | 13 de agosto    | 17 de agosto    | Arnaldo Weiss            |
| 1984    | Afeto                                       | 20 de agosto    | 24 de agosto    | Cláudia Jimenez          |
| 1984    | Perdido nas trevas                          | 27 de agosto    | 31 de agosto    | Carlos Eduardo Dolabella |
| 1984    | Meu nome é coragem                          | 3 de setembro   | 7 de setembro   | Jussara Freire           |
| 1984    | Max das Colinas                             | 10 de setembro  | 14 de setembro  | Paulo Castelli           |
| 1984    | Cora Coralina                               | 17 de setembro  | 21 de setembro  | Rosana Garcia            |
| 1984    | Esperança perdida                           | 24 de setembro  | 28 de setembro  | Zezé Motta               |
| 1984    | Começando a vida                            | 1 de outubro    | 5 de outubro    | Antônio Pitanga          |
| 1984    | Vai graxa aí, doutor?                       | 8 de outubro    | 12 de outubro   | Cláudio Marzo            |
| 1984    | Um homem chamado encrenca                   | 15 de outubro   | 19 de outubro   | Suzana Vieira            |
| 1984    | Até que a morte os separe                   | 22 de outubro   | 26 de outubro   | Walter Breda             |
| 1984    | Sonho materno                               | 29 de outubro   | 2 de novembro   | Abrahão Farc             |
| 1984    | Blumenau, tudo azul                         | 5 de novembro   | 9 de novembro   | Giuseppe Oristânio       |
| 1984    | Somos todos iguais                          | 12 de novembro  | 16 de novembro  | Edgard Franco            |
| 1984    | Nova América                                | 19 de novembro  | 23 de novembro  | Tamara Taxman            |
| 1984    | Não roubarás                                | 26 de novembro  | 30 de novembro  | Reynaldo Gonzaga         |
| 1984    | Qualquer dia, qualquer hora                 | 3 de dezembro   | 7 de dezembro   | Ana Beatriz Nogueira     |
| 1984    | Perdoa teus inimigos                        | 10 de dezembro  | 14 de dezembro  | Edwin Luisi              |
| 1984    | Renascer                                    | 17 de dezembro  | 21 de dezembro  | Gugu Olimecha            |
| 1984    | Num pedido de Natal                         | 24 de dezembro  | 28 de dezembro  | Solange Couto            |
| 1984/85 | Ano Novo, vida nova                         | 31 de dezembro  | 4 de janeiro    | Sônia Braga              |
| 1985    | Os Irmãos Grimm                             | 7 de janeiro    | 11 de janeiro   | Tarcísio Filho           |
| 1985    | Budapeste                                   | 14 de janeiro   | 18 de janeiro   | Tony Vermont             |
| 1985    | Fogo sobre terra                            | 21 de janeiro   | 25 de janeiro   | Rolando Boldrin          |
| 1985    | Um mundo perfeito                           | 28 de janeiro   | 1 de fevereiro  | Miele                    |
| 1985    | Awake - a vida por um fio                   | 4 de fevereiro  | 8 de fevereiro  | Bete Coelho              |
| 1985    | Terra nostra                                | 11 de fevereiro | 15 de fevereiro | Rômulo Arantes           |
| 1985    | Alta frequência                             | 18 de fevereiro | 22 de fevereiro | Antônio Francisco        |
| 1985    | Labirinto                                   | 25 de fevereiro | 1 de março      | Mayara Magri             |
| 1985    | Perdido nas estrelas                        | 4 de março      | 8 de março      | Cláudio Mamberti         |
| 1985    | Incendiário                                 | 11 de março     | 15 de março     | Alice Borges             |
| 1985    | Nas garras da máfia                         | 18 de março     | 22 de março     | Walmor Chagas            |
| 1985    | O espantalho                                | 25 de março     | 29 de março     | Renato Aragão            |
| 1985    | Corrida mortal                              | 1 de abril      | 5 de abril      | Narjara Turetta          |
| 1985    | Esplendor                                   | 8 de abril      | 12 de abril     | Sílvia Buarque           |
| 1985    | Rios vermelhos                              | 15 de abril     | 19 de abril     | Athayde Arcoverde        |
| 1985    | Killshot - tiro certo                       | 22 de abril     | 26 de abril     | Ary Fontoura             |
| 1985    | Os gêmeos                                   | 29 de abril     | 3 de maio       | Françoise Forton         |
| 1985    | A vez dos aflitos                           | 6 de maio       | 10 de maio      | Milton Moraes            |
| 1985    | Pesadelo                                    | 13 de maio      | 17 de maio      | Pedro Paulo Rangel       |
| 1985    | Todo pecado será perdoado                   | 20 de maio      | 24 de maio      | Marcos Caruso            |
| 1985    | Determinação                                | 27 de maio      | 31 de maio      | Antônio Calloni          |
| 1985    | Bravo herói                                 | 3 de junho      | 7 de julho      | Lúcia Veríssimo          |
| 1985    | Quem ama Isabel?                            | 10 de junho     | 14 de junho     | Carlos Augusto Strazzer  |
| 1985    | O último compromisso                        | 17 de junho     | 21 de junho     | Samuel dos Santos        |
| 1985    | Uma brincadeira do destino                  | 24 de junho     | 28 de junho     | Regina Casé              |
| 1985    | América                                     | 1 de julho      | 5 de julho      | Antônio Grassi           |
| 1985    | Planeta terror                              | 8 de julho      | 12 de julho     | Cristina Mullins         |
| 1985    | Lembranças                                  | 15 de julho     | 19 de julho     | Jorge Fernando           |
| 1985    | Força de um Desejo                          | 22 de julho     | 26 de julho     | Edson Celulari           |
| 1985    | Amor aos quarenta                           | 29 de julho     | 2 de agosto     | Nildo Parente            |
| 1985    | Vivendo e aprendendo                        | 5 de agosto     | 9 de agosto     | Cosme dos Santos         |
| 1985    | Contrato de risco                           | 12 de agosto    | 16 de agosto    | Roberto Faissal          |
| 1985    | Impressão digital                           | 19 de agosto    | 23 de agosto    | Luciana Braga            |
| 1985    | Amor, sagrado amor                          | 26 de agosto    | 30 de agosto    | Alexandre Akerman        |
| 1985    | Cartas marcadas                             | 2 de setembro   | 6 de setembro   | Jacyra Sampaio           |
| 1985    | Todo o dinheiro do mundo                    | 9 de setembro   | 13 de setembro  | Tarcísio Meira           |
| 1985    | O outro                                     | 16 de setembro  | 20 de setembro  | Paulo César Pereio       |
| 1985    | Tempos de paz                               | 23 de setembro  | 27 de setembro  | Valter Santos            |
| 1985    | Água viva                                   | 30 de setembro  | 4 de outubro    | André Felippe            |
| 1985    | Forças do destino                           | 7 de outubro    | 11 de outubro   | Lucélia Santos           |
| 1985    | Gaivotas                                    | 14 de outubro   | 18 de outubro   | José Prata               |
| 1985    | Syriana - a indústria do petróleo           | 21 de outubro   | 25 de outubro   | Marcos Paulo             |
| 1985    | Obrigado doutor                             | 28 de outubro   | 1 de novembro   | Marieta Severo           |
| 1985    | Um encontro com seu ídolo!                  | 4 de novembro   | 8 de novembro   | Alexandre Borges         |
| 1985    | Rogue, o assassino                          | 11 de novembro  | 15 de novembro  | Raul Gazolla             |
| 1985    | Garoto de rua                               | 18 de novembro  | 22 de novembro  | Marcos Waimberg          |
| 1985    | O apartamento das ilusões                   | 25 de novembro  | 29 de novembro  | Almir Sater              |
| 1985    | Crise de adolescência                       | 2 de dezembro   | 6 de dezembro   | Doris Giesse             |
| 1985    | Um jardim para Dona Estela                  | 9 de dezembro   | 13 de dezembro  | Guilherme Fontes         |
| 1985    | Conflitos                                   | 16 de dezembro  | 20 de dezembro  | Thales Pan Chacon        |
| 1985    | Mandando bala                               | 23 de dezembro  | 27 de dezembro  | Paulo Castelli           |
| 1985/86 | Coração de cavaleiro                        | 30 de dezembro  | 3 de janeiro    | Zeni Pereira             |
| 1986    | Frost/Nixon                                 | 6 de janeiro    | 10 de janeiro   | Daniela Camargo          |
| 1986    | Triângulo amoroso                           | 13 de janeiro   | 17 de janeiro   | Fernando Almeida         |
| 1986    | Firewall - segurança em risco               | 20 de janeiro   | 24 de janeiro   | Marcos Winter            |
| 1986    | Diário de um adolescente                    | 27 de janeiro   | 31 de janeiro   | Elias Gleizer            |
| 1986    | Solidão                                     | 3 de fevereiro  | 7 de fevereiro  | Henriqueta Brieba        |
| 1986    | A eleição imparcial                         | 10 de fevereiro | 14 de fevereiro | Priscila Camargo         |
| 1986    | Amanhã é vida nova                          | 17 de fevereiro | 21 de fevereiro | Rubens Corrêa            |
| 1986    | A grande surpresa                           | 24 de fevereiro | 28 de fevereiro | Nívea Maria              |
| 1986    | A mulher do táxi                            | 3 de março      | 7 de março      | Vicente Barcellos        |
| 1986    | A pequena grande sorte                      | 10 de março     | 14 de março     | Diogo Vilela             |
| 1986    | Mãos à obra                                 | 17 de março     | 21 de março     | Ítala Nandi              |
| 1986    | O menino do coral                           | 24 de março     | 28 de março     | Gerson Brenner           |
| 1986    | O amor acontece na vida                     | 31 de março     | 4 de abril      | Regina Dourado           |
| 1986    | O difícil caminho                           | 7 de abril      | 11 de abril     | Antônio Petrin           |
| 1986    | Seguro morreu de velho                      | 14 de abril     | 18 de abril     | Marco Ricca              |